# Colonus
A colonus alatt eredetileg a Római Birodalom mezőgazdasági kisbérlőit értették, aki a nagybirtokosok földjeinek egy-egy parcelláját terményhányad fejében művelte. A colonus eredetileg személyében szabad római polgár, olyan földbérlő, aki mások földjét műveli. Már a korai principatusban megjelent ez a réteg, de feudális jellemzői ellenére sem vált a rendszer a feudalizmus alapjává. A császári birtokon dolgozó colonus a termés egyharmadát fizette bérletként, és évenként 6–12 napot dolgozott a bérletbe nem adott földeken. Ezek azonosak a feudális terményjáradékkal és ledolgozási járadékkal. A colonusokat felügyelő conductorok jogköreit folyamatosan csökkentették. A colonatus tagjai a principatus korában fokozatosan egyenjogúvá váltak a földbirtokosokkal.
A colonusok a viszonylagos státuszemelkedés után gyorsan elvesztették az előnyöket. A császári uradalmak ugyanis felaprózódtak, és kialakult egy középbirtokos réteg, amely viszont hamarosan megszűnt a nagybirtokosok birtokvásárlási és kisajátítási akcióinak következtében. Az új latifundiumok kialakulása a városok elszegényedésével és a kézműipar hanyatlásával járt, miközben a munkaerőhiányt ismét rabszolgákkal próbálták orvosolni. A 3. század közepére a colonus ismét visszazuhant a rabszolga státuszba, és a nagybirtokon már alig folytattak termelést. A rabszolgák, és a tőlük alig különböző colonusok gyakran szövetkeztek a frankokkal és gótokkal, vagy egyenesen megszöktek, hogy az ottani szabad életet élhessék. Claudius Gothicus az alemann és gót hadifoglyok egy részét colonusként telepítette le. Nagyjából ide helyezhető a gazdasági válság időleges leküzdése, amikor a municipiumi arisztokrácia, és a városi földbirtokosság helyett Itáliában a colonus és kitelepített rabszolga által művelt óriásbirtok lett a termelés alapja. Ez a városok teljes tönkremenetelével járt, a lakosság számottevő része költözött falvakba, vagy kis számú tőkeerős nagyobb városba.
Diocletianus már colonusokat is besorozott katonának.
Nem a colonatus vált a feudalizmus alapjává. A Iulius-Claudius dinasztia alatt a colonus jogállása még hasonló volt a középkori szabad paraszthoz. De e személyükben szabad polgárok röghöz kötötté váltak, azaz a jobbágystátusz felé közeledtek, majd kifejezetten formai-jogi rabszolgává alakultak. A 3. századig minden csavargó, koldus, akinek származása tisztázatlan, igazolhatatlan volt, rabszolgának minősült, a 4. századtól szökevény colonusnak. A rabszolga státusza egyre hasonlóbb lett a colonushoz, de a colonus fokozatos politikai-jogi lesüllyedésének következtében. Erre az időre a római polgárjog gyakorlása már a vagyoni cenzusokhoz kötődött, így a vagyontalan, és személyükben sem szabad emberek semmiféle joggal nem rendelkeztek. A nagybirtokok gazdaságilag függetlenedtek a városoktól, így a központi hatalomtól és az államapparátustól független nagybirtokosok a colonusokra vonatkozó törvényekből annyit tartottak be, amennyit éppen akartak. A Római Birodalom bukása után a rabszolga–colonus viszonyok nem maradtak fenn, ezek a rétegek a személyi függésből felszabadulva szabad faluközösségeket alkottak, és ezen szabad parasztságnak a terhelése alakította ki a feudalizmust.